# Vukušica
Vukušica (cyr. Вукушица) – wieś w Serbii, w okręgu raskim, w gminie Vrnjačka Banja. W 2011 roku liczyła 226 mieszkańców.